# کیرشوالد
کیرشوالد (به آلمانی: Kirchwald) یک شهر در آلمان است که در ماین-کبلنتس واقع شده‌است. کیرشوالد ۱٬۰۰۷ نفر جمعیت دارد.